# 이사 무스타파

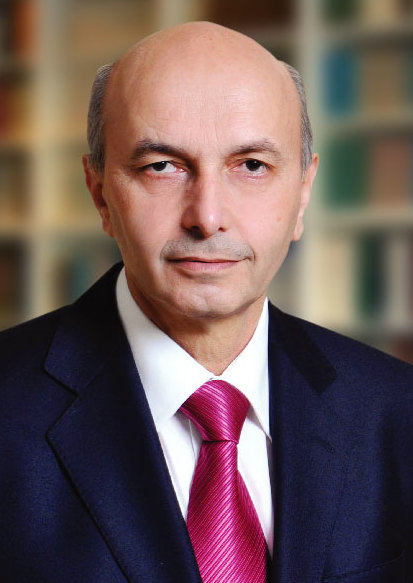

이사 무스타파(알바니아어: Isa Mustafa, 1951년 5월 15일 ~ )는 코소보의 정치인이다. 2007년 12월부터 2013년 12월까지 프리슈티나 시장을 지냈으며, 2014년 12월부터 2017년 9월까지 코소보의 총리직을 맡았다. 2010년부터 2021년까지 민주동맹(LDK) 대표직을 역임하기도 했다.

## 어린 시절
1951년 5월 15일 프리슈티나구 골락 고원의 프라파슈티차의 알바니아인 부모 사이에서 태어났다. 프리슈티나에서 초등 교육과 중고등 교육을 이수했으며, 프리슈티나 대학교에서 경제학 석사 및 박사 학위를 취득했다. 1974년부터 전문직에 종사했으며, 프리슈티나 대학교에서 시험 감독관으로도 활동했다.